# 루크 홉슨
루크 홉슨(영어: Luke Hobson, 2003년 6월 25일~)은 미국의 수영 선수로 주 종목은 자유형이다. 2024년 하계 올림픽에서 남자 자유형 계영 은메달과 남자 자유형 100m 동메달을 획득했다. 또한 세계 수영 선수권 대회에서 은메달 2개, 동메달 3개를 획득했다.